# قصر الأمير خاير بك

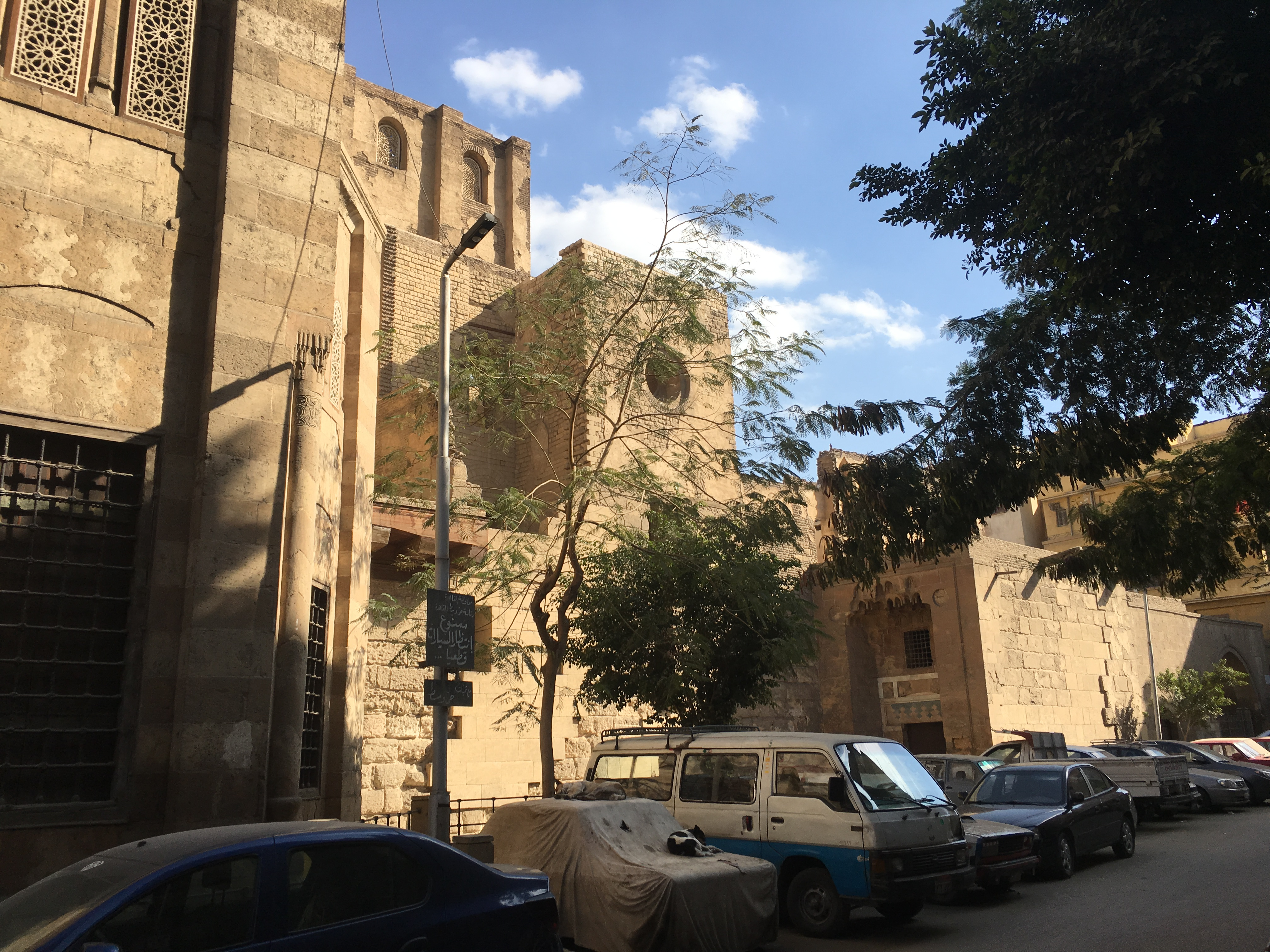
منظر خارجي لقصر الأمير خاير بك، يناير 2020

بُني قصر الأمير ألين آق (المعروف أيضًا باسم قصر أمير خاير بك) في عام 1293م. يقع القصر في حي الدرب الأحمر على الطريق الجنائزي المؤدي إلى القلعة في القاهرة بمصر. تتميز قاعة الاستقبال بالقصر عن قريناتها بشكل خاص.
كان ألين آق أميرًا وساقيًا للسلطان الأشرف صلاح الدين خليل. يعتبر هذا القصر ضمن القصور الأولى للمماليك البحرية، وهو الآن في حالة خراب، باستثناء البوابة. كان القصر في القرن السادس عشر مقر إقامة الأمير خاير بك، الذي يتاخم مسجده الذي يقع بشارع باب الوزير إلى جوار مسجد آق سنقر بالقاهرة، وقد أنشأه خاير بك في سنة 908 هجرية - 1503م، على شكل مربع أمام المحراب وعلى جانبيه إيوانان يفصلهما عنه عقدان وبنهاية الإيوان القبلى منهما بابان يؤدي أحدهما إلى القبة، والثاني إلى الغرفة الواقعة أسفل المنارة.
خاير بك هو أول حاكم عثماني لمصر، حيث كان لهدورًا مهمًا في مساعدة العثمانيين على غزو مصر وسقوط دولة المماليك، بخيانة جيش السلطان الغوري بملاقاة العثمانيين في مرج دابق يوم الأحد 25 رجب 922 هـ / 24 أغسطس 1516م 